# Version 7 Unix

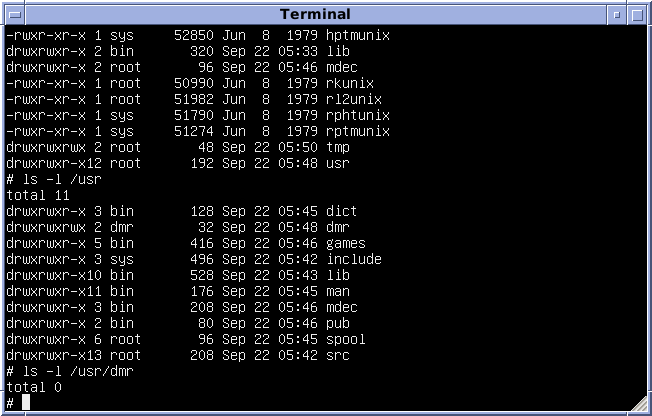
Version 7 Unix běžící v emulátoru

Version 7 Unix je v informatice jedna z prvních velmi důležitých verzí operačního systému Unix, kterou firma AT&T vydala v roce 1979.

## Historie
Již první verze Unixu získaly velkou oblibu zejména jako vhodné prostředí pro tvorbu programů, psaní dokumentů a jednotící pracovní prostředí. Tento úspěch přivedl firmu AT&T k myšlence na komerční zhodnocení. Sedmá verze Unixu, také známá pod názvem Version 7 Unix nebo také V7, byla důležitá verze unixových operačních systémů. Tato verze byla poslední široce rozšířenou verzí vyvinutou Bell Laboratories před komercializací Unixu na počátku 80. let 20. století. Předchozí verze vyšla v roce 1975, následující verze v letech 1985, respektive 1986. Poslední verze pak roku 1989. Verze V7 byla vyvinuta pro společnost DEC pro jejich minipočítače PDP-11. Později byla přenesena i na jiné platformy. Tyto verze z Bell Laboratories byly vydávány i s uživatelskou příručkou pro uživatele. Sedmé edici Unixu předcházela šestá, která byla první verzí, jež byla distribuována mimo Bell Laboratories a rozšířila se do ostatních společností. Tato verze se ve své době, tedy v 70. letech stala standardním nástrojem v univerzitním světě. Verzi V6 a V7 portovala Wollongong University. V7 byl první snadno přenositelný Unix a měl již všechny podstatné vlastnosti současných systémů UNIX. Avšak si ponechal svojí prvotní jednoduchost. Tato verze bývá označována některými pamětníky za „poslední opravdový UNIX“. První pracovní stanice Sun Microsystems běžely na V7, dále pak i UniSoft a první verze Xenixu byla odvozena od verze V7. VAX port též nazývaný jako UNIX/32V byl přímý předchůdce populární rodiny 4BSD Unixových systémů. Digital Equipment Corporation distribuovali vlastní minipočítače PDP-11, kterou si nazvali V7M. Této skupině se povedlo lépe opravit chyby a doplnili tuto verzi o mnoho ovladačů. Tato skupina později stála u vzniku Ultrixu. Vývoj Unixu dále pokračoval osmou verzí, která byla používána pro vývoj systému ve společnosti Berkeley Software Distribution, konkrétně se jednalo o systém 4.1BSD. Po desáté verzi Unixu se v Bell Laboratories soustředili hlavně na výzkum jejich operačního systému Plan 9.

## Nové vlastnosti ve verzi V7
- programovací nástroje: lex, yacc, lint, pcc, a make
- nové příkazy: Bourne shell, at, awk, calendar, f77, fortune, tar, touch, uucp
- nová systémová volání: access, acct, alarm, chroot , ioctl, lseek, umask, utime
- nové volání knihoven: stdio.h, malloc, getenv, popen/system

## Nejvýznamnější verze UNIXU
- UNIX Version 7 – verze firmou AT&T uvedená do prodeje v roce 1979
- BSD UNIX – verze, vyvinutá na univerzitě v Berkley z licencovaného Unixu Version 6 (vývoj byl zpočátku nekomerční, šlo spíše o diplomové a disertační práce). Vývoj BSD Unixu probíhal především na počítačích VAX. Vývoj byl ukončen systémem BSD 4.3.
- UNIX System III – následující verze firmy AT&T
- UNIX System V – v současnosti velmi prosazovaná a zřejmě nejperspektivnější verze
- SunOS – verze Unixu vyvinutá firmou Sun pro jejich pracovní stanice (vychází z BSD Unixu 4.1)
- HP-UX (HP), Ultrix (DEC), AIX (IBM), XENIX (Microsoft), z něj odvozený SINIX (Siemens Nixdorf Informationssysteme) a další firemní modifikace Unixu (vycházejí většinou z BSD Unixu, s výjimkou Xenixu, který je odvozen od UNIX System III)